# Carlos Izquierdoz
Carlos Roberto Izquierdoz (Lanús, 3 novembre 1988) è un calciatore argentino, di ruolo difensore del Lanús.

## Carriera

### Lanus
La sua carriera da calciatore inizia nel 2004 quando viene acquistato dal Lanús per militare nelle divisioni giovanili del club. 

### Atlanta
Cinque stagioni dopo passa in prestito all'Atlanta per giocare in modo più continuo, e con la squadra di Buenos Aires debutta il 14 novembre 2009 nel match contro il San Telmo segnando anche il gol vittoria. Gioca una sola stagione con i gialloblu, totalizzando a fine stagione trentacinque partite e cinque gol.

### Lanus
Nel 2010 torna al suo club di appartenenza per ritagliarsi un posto in prima squadra. Con la maglia granata debutta il 7 agosto durante il match, perso, contro l'Arsenal di Sarandí. Il 26 marzo 2011 segna il suo primo gol con la squadra della città di Lanús nel match contro il Racing Club de Avellaneda.

### Santos Laguna
Nel 2014 firma un contratto di 4 anni con i messicani del Santos Laguna..

### Boca Juniors
Il 1 luglio 2018 viene acquistato dal Boca Juniors che paga una cifra molto vicini ai 6 milioni di dollari per strapparlo al Santos Laguna ,firmando un contratto lungo 4 anni.
Debutta in maglia azul y oro contro il Talleres (C) il 12 agosto del 2018..
Realizza la sua prima rete con il Boca il 15 settembre del 2018 in trasferta contro l'Argentinos Juniors di testa.
A soli pochi mesi dal suo arrivo vive da titolare la dolorosa sconfitta nella doppia finale della Coppa Libertadores 2018 persa contro i rivali del River Plate, realizzando nella gara di andata una sfortunata autorete..
Nel 2019 forma una coppia difensiva solida con il compagno di reparto Lisandro López con cui batte il record di coppia difensiva meno battuta della storia del Boca. Le prestazioni dei due centrali difensivi consentono al Boca Juniors di vincere la Primera Division Argentina 2019-2020 con la difesa meno battuta..
In seguito al ritiro di Carlos Tevez, diventa il nuovo capitano della squadra..
Il 20 agosto del 2020 rinnova il contratto fino a dicembre del 2022..
A seguito dell'eliminazione agli ottavi di Coppa Libertadores 2022 ai danni del Corinthians, i rumors parlano di una discussione, tenutasi giorni previ al match di coppa, che ha visto il capitano e gli altri leader del gruppo, tra cui Dario Benedetto e Marcos Rojo chiedere alla dirigenza il pagamento dei premi in denaro, pattuiti in seguito alla vittoria della Copa de La Liga Profesional. . L'eliminazione dalla Libertadores,nonché il contratto in scadenza lo convincono a lasciare il club e ad emigrare in Europa.
Con il Boca Juniors ha disputato, considerando tutte le competizioni, 146 partite e vinto 5 titoli.

### Sporting Gijón
Il 29 luglio diventa un nuovo giocatore dello Sporting Gijón..
Il 20 Agosto 2022 realizza la prima rete con la nuova maglia nella vittoria per 4-1 contro l’FC Andorra..

## Palmarès

### Club

#### Competizioni nazionali
- Coppa del Messico: 1

Santos Laguna: Apertura 2014
- Campionato messicano: 2

Santos Laguna: Clausura 2015, Clausura 2018
- Supercopa Argentina: 1

Boca Juniors: 2018
- Campionato argentino: 2

Boca Juniors: 2019-2020, 2022
- Copa de la Liga Profesional: 2

Boca Juniors: 2020, 2022
- Copa Argentina: 1

Boca Juniors: 2019-2020

#### Competizioni internazionali
- Copa Sudamericana: 1

Lanús: 2013